# Simulium edwardsi
Simulium edwardsi es una especie de insecto del género Simulium, familia Simuliidae, orden Diptera.
Fue descrita científicamente por Enderlein, 1934.